# アブヴィル＝シュド小郡
アブヴィル＝シュド小郡（フランス語：Canton d'Abbeville-Sud）は、フランス北部のオー＝ド＝フランス地域圏、ソンム県にある小郡。

## 地理
アブヴィル＝シュド小郡は、アブヴィル郡のアブヴィル付近に位置する。海抜は2m（アブヴィル）〜105m（ブレイ＝レ＝マレイユ）ほど。

## 構成
アブヴィル＝シュド小郡は、7つのコミューンから構成され、人口は14,532人（1999年）。
| アブヴィル                                         | 11,385 (1) | 80132 | 80001 |
| ブレイ＝レ＝マレイユ                               | 221        | 80580 | 80135 |
| カムブロン                                         | 710        | 80132 | 80163 |
| オークール＝シュル＝ソンム                         | 376        | 80580 | 80262 |
| エパーニュ＝エパニエット                           | 552        | 80580 | 80268 |
| マルイユ＝コベール                                 | 890        | 80132 | 80512 |
| ヨンヴァル                                         | 211        | 80132 | 80836 |
| (1) アブヴィル＝ノード小郡には一部のみ入っている。 |            |       |       |